# رحلة القدر. تقرير واعتراف
رحلة القدر. تقرير واعتراف (بالألمانية: Schicksalsreise. Bericht und Bekenntnis) ترجمة ذاتية بواسطة الكاتب الألماني ألفرد دوبلن، نُشرت للمرة الأولى عام 1949. يحكي دوبلن في هذا الكتاب تجربته في المنفى أثناء الحرب العالمية الثانية، بدءاً من رحلته من باريس مع الغزو النازي، ويصف هروبه من أوروبا عبر إسبانيا والبرتغال، والسنوات التي قضاها في لوس أنجلوس، وتحوله من اليهودية إلى الكاثوليكية، ثم عودته إلى وطنه في 1945 بعد اثني عشر عاماً قضاها قي المنفى. الكتاب بيع منه أقل من 2000 نسخة في أول سنتين بعد النشر.

## وصلات خارجية
- "Alfred+Döblin"+Schicksalsreise&dq=inauthor:"Alfred+Döblin"+Schicksalsreise&hl=es-419&sa=X&ei=AxSXUqXPK6Kq7Qa054CIDQ&ved=0CDEQ6AEwAA رحلة القدر. تقرير واعتراف، على كتب جوجل.
- رحلة القدر. تقرير واعتراف، على مكتبة الكونغرس.
- رحلة القدر. تقرير واعتراف، على مكتبة جامعة هارفارد.
- رحلة القدر. تقرير واعتراف، على مكتبة جامعة ميشيغان.
- رحلة القدر. تقرير واعتراف، على مكتبة جامعة ولاية بنسلفانيا.
- رحلة القدر. تقرير واعتراف، على مكتبة جامعة كورنيل.
- رحلة القدر. تقرير واعتراف، على مكتبة جامعة ويسكونسن-ماديسون.
- رحلة القدر. تقرير واعتراف، على Open library.
- رحلة القدر. تقرير واعتراف، على Freebase.